# Рокитовце
Рокитовце (словац. Rokytovce, русин. Рокытівцї) — село и одноимённая община в районе Медзилаборце Прешовского края Словакии. В письменных источниках начинает упоминаться с 1437 года.

## География
Село расположено в восточной части края, на берегах реки Рокитовец (правый приток реки Лаборец), при автодороге 575. Абсолютная высота — 335 метров над уровнем моря. Площадь муниципалитета составляет 7,38 км².

## Население
По данным последней официальной переписи 2021 года, численность населения Рокитовце составляла 161 человек.
Динамика численности населения общины по годам:
| Год:                | 1994 | 2004    | 2014    | 2024  |
| ------------------- | ---- | ------- | ------- | ----- |
| Количество человек: | 185  | 186     | 200     | 156   |
| Разница:            |      | +0,54 % | +7,52 % | −22 % |

Национальный состав населения (по данным переписи населения 2011 года):
| Национальность | Численность, человек |
| -------------- | -------------------- |
| русины         | 140                  |
| словаки        | 43                   |
| цыгане         | 9                    |
| украинцы       | 6                    |
| чехи           | 1                    |
| не указана     | 1                    |
| всего          | 200                  |

По данным переписи 2021 года, в конфессиональном составе населения преобладали греко-католики (45,3 %), православные христиане (33,5 %) и католики (13 %).